# Brachymenium radiculosum
Brachymenium radiculosum là một loài Rêu trong họ Bryaceae. Loài này được (Schwägr.) Hampe mô tả khoa học đầu tiên năm 1870.